# Les Trésors du monde
 (février 2023).
Si vous disposez d'ouvrages ou d'articles de référence ou si vous connaissez des sites web de qualité traitant du thème abordé ici, merci de compléter l'article en donnant les références utiles à sa vérifiabilité et en les liant à la section « Notes et références ».
Les Trésors du monde est un jeu télévisé diffusé sur France 2 durant l'été 1994 et présenté par Patrick Chêne et Nathalie Simon.

## Principe
Sur un principe très proche de l'émission La Chasse au trésor qui avait connu un gros succès de 1981 à 1984, Les Trésors du monde consistaient à la recherche d'objets ou d'éléments divers cachés quelque part dans une région du monde.
Un couple de candidats demeurés à Paris devaient donner des indications à Nathalie Simon pour l'aider à rechercher les fameux trésors. 
Pour s'aider, les candidats disposaient de documentation variée. 
Avantage de la technique par rapport à La Chasse au trésor, il était possible de suivre visuellement Nathalie depuis le studio. De plus l'évolution du matériel vidéo donnaient plus de souplesse, de mouvement et de légèreté au cadreur.
À la différence du jeu des années 1980, Les Trésors du monde obligeaient à la recherche de cinq trésors pour un temps imparti légèrement plus important. À chaque découverte par les candidats une vidéo explicative remplaçait la prise de parole d'un intervenant comme dans La Chasse au trésor.
Les dix émissions ont été tournées sur des sites classés au patrimoine mondial de l'UNESCO : Sri Lanka (30 juin 1994), Mexique (7 juillet), Vallée de la Vézère (14 juillet), Turquie (21 juillet), Mont Saint-Michel (28 juillet), Maroc (4 août), Irlande (11 août), Portugal (18 août), Colombie (25 août) et Indonésie (1er septembre.

## Accueil du public
Les téléspectateurs ne suivirent pas ce remake du jeu précédent et l'audience diminua progressivement. À l'issue de la saison 1994, la médiocrité des résultats en termes d'Audimat amena les producteurs à ne pas renouveler le programme pour les années suivantes.